# Inquisivi (provincie)
Inquisivi is een provincie in van het oosten van het departement La Paz in Bolivia. De provincie heeft een oppervlakte van 6430 km² en heeft 66.346 inwoners (2012). De hoofdstad is Inquisivi.
Inquisivi is verdeeld in zes gemeenten:
- Cajuata
- Colquiri
- Ichoca
- Inquisivi (hoofdstad Inquisivi)
- Quime
- Licoma Pampa

Abel Iturralde · 
Aroma · 
Bautista Saavedra · 
Caranavi · 
Eliodoro Camacho · 
Franz Tamayo · 
Gualberto Villarroel · 
Ingavi · 
Inquisivi · 
José Manuel Pando · 
Larecaja · 
Loayza · 
Los Andes · 
Manco Kapac · 
Muñecas · 
Nor Yungas · 
Omasuyos · 
Pacajes · 
Pedro Domingo Murillo · 
Sud Yungas